# Каскарда
Каска́рда (итал. Cascarda, фр. Cascarde) — подвижный общественный и придворный танец эпохи Ренессанса, распространённый в XVI—XVII веках в Италии и Франции. Как правило, каскарда — парный танец в трёхдольном размере, хотя в редких случаях и число танцоров, и метр танца могут варьироваться. В целом каскардам свойственна типовая структура и характерный для ренессансных танцев набор движений и шагов.
Все известные на данный момент каскарды за некоторыми исключениями описаны итальянским хореографом Фабрицио Карозо в его учебниках придворного и социального танца Il Ballarino (1581) и Nobilita di Dame (1600).

## Художественные особенности
В большинстве случаев каскарда — это парный танец, исполняемый лицом к лицу. Хотя встречаются и исключения, значительно отличающиеся от канона: каскарды на троих и на шестерых — в таком случае танцующие становились в круг, но всё равно исполняли каскарду лицом к лицу.
Каскарда входила в распространённую в XVI веке танцевальную последовательность, именуемую балло (итал. ballo — «танец»), заменив вместе с гальярдой выходящее из моды сальтарелло.
Для каскарды характерным является трёхдольный метр. Как правило, размер музыки составляет 6/8, хотя встречаются каскарды и на 12/8. При этом темп сохраняется неизменным на протяжении танца.
Музыкальное сопровождение каскард, как правило, живо и подвижно. За основу брались современные Карозо популярные песни — например, за авторством Адрианы Басиле или Джулио Кортезе. Одна и та же музыка при этом могла использоваться в разных танцах, о чём можно судить по приведённым в сборниках нотным записям — каждая каскарда сопровождается лютневой табулатурой. Продолжительность танца, как правило, не совпадала, так что одну композицию повторяли в среднем 4—5 раз за танец (хотя в целом это число варьировалось от 3 до 7).

### Хореография
Хореография танца характеризовалась подвижностью, отличительной чертой танца считаются частые высокие прыжки (cadenze), к которым возводится этимология названия танца от cascare — «падать». Тем не менее, прыжки должны были заканчиваться не падением, а изящным приземлением на кончики пальцев с полусогнутыми коленями. Танцующие должны были излучать одновременно грацию и величавость павлина (в описаниях для передачи характера танца используется глагол pavoneggiare).
В хореографических описаниях каскард используются типы движений, изложенные во вступительных «правилах» из трудов Карозо, то есть те же, что и в других танцах хореографа. Кроме того, для каскард характерна и такая общая отличительная черта творчества Карозо, как театральность и наличие указаний не только на необходимые движения, но и на манеру исполнения. Как правило, эта информация содержалась в заголовках и посвящениях танцев, указывающих на то, какую роль должен исполнять танцор.

## Структура

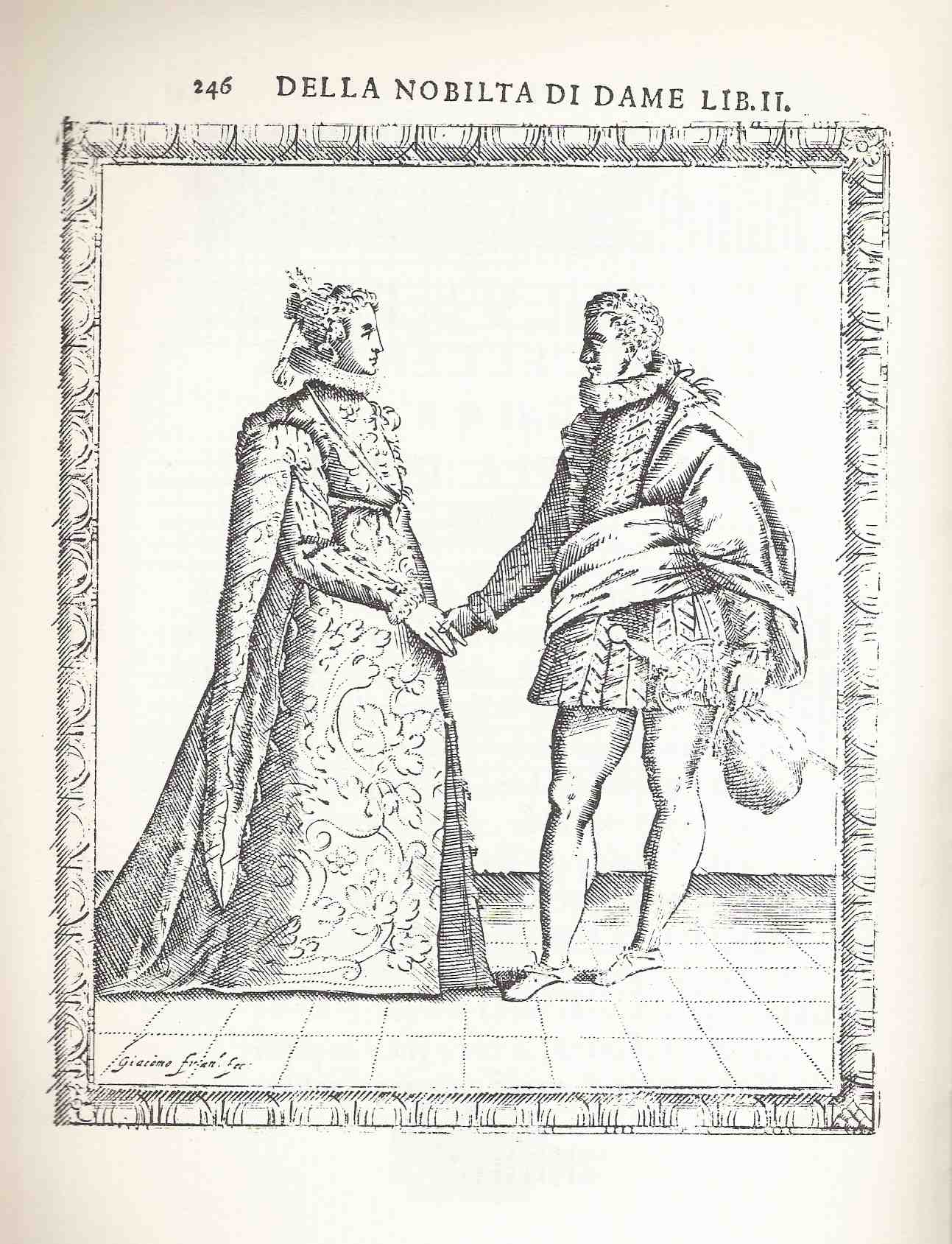
Иллюстрация к каскарде Pecharrio d’Amore из Nobilita di Dame, демонстрирующая исходную позицию в танце

В зависимости от продолжительности танца и хореографической задумки, которая стоит за описанием, каждая каскарда состоит из четырёх-шести движений (реже число движений может достигать трёх-семи). Все движения обладают типовой трёхчастной структурой и состоят из Intrada — вступления, имеющего функцию экспозиции, «наживки»; Mostra — интермедии, которая связывает части танца и, строго говоря, может отсутствовать в пользу других частей; Ritornello — повторяющегося рефрена. С точки зрения хореографии, Intrada, Mostra и Ritornello сильно отличаются: если вступление сфокусировано на занятие танцорами определённой позиции, то основным хореографическим средством для остальных частей являются динамичные шаги.

### Intrada
Структура Intrada предсказуема и следует определённой логике постоянства как от каскарды к каскарде, так и внутри самого танца. Можно выделить следующие формы, которые может принимать Intrada от движения к движению:
- Оборот (англ. circling; здесь и далее — терминология Яна Энгла), который может быть представлен прохождением как полного круга по площадке, так и его половины.
- Развитие (англ. challenging), которое, как правило, связано с выступлением танцоров: мужским и женским соло — или совместным, когда танцоры берут друг друга за руки. Такая позиция выбирается, если число движений развития является нечётным[10]
- Финал (англ. finale), которое заключается либо в большом полном обороте, либо в совместном выступлении.

Вступительные части движений во всех каскардах составляют композиционную целостность, причём более сложные каскарды (например, семичастные) во многом являются производными от более простых (к примеру, четырёхчастных), хотя Карозо стремился варьировать детали, чтобы разнообразить исполнение.
| Тип каскарды / движение | 1-е    | 2-е             | 3-е      | 4-е      | 5-е      | 6-е      | 7-е   |
| ----------------------- | ------ | --------------- | -------- | -------- | -------- | -------- | ----- |
| Трёхчастная             | оборот | развитие        | финал    |          |          |          |       |
| Четырёхчастная          | оборот | развитие оборот | развитие | финал    |          |          |       |
| Пятичастная             | оборот | оборот          | развитие | развитие | финал    |          |       |
| Шестичастная            | оборот | оборот          | развитие | развитие | развитие | финал    |       |
| Семичастная             | оборот | оборот          | развитие | развитие | развитие | развитие | финал |

### Mostra
Mostra — срединная часть каждого движения, которая, с одной стороны, является связующим звеном между экспозицией-вступлением и финалом, а с другой — позволяет танцорам «показать себя», «покрасоваться». В отличие от Intrada, обладающей чёткими закономерностями развития на протяжении танца, Mostra не обладает устойчивой природой. Едва ли можно выделить общую логику во всех каскардах.
Нередко Mostra просто «проглатывается» другими частями движения, особенно когда музыкальное сопровождение каскарды непродолжительно. Несколько чаще эта часть представлена последовательностью тех или иных шагов, причём Карозо был склонен варьировать разновидность шагов, используемых в Mostra на протяжении одной каскарды. Например, в Alta Regina (Il Ballarino) можно различить Mostra лишь во втором движении, тогда как во всех остальных движениях движения, связываемые с Mostra, слились с Intrada. В Gracca Amorosa (Il Ballarino), напротив, все Mostra отчётливо прослеживаются, причём тип шагов сменяется от движения к движению.
Ян Энгл предлагает следующую классификацию Mostra по продолжительности и типам используемых шагов:
- Шаговая (англ. stepped) — самая продолжительная из разновидностей; заключается в исполнении одного из трёх типов шагов: passi grave, scambiate или seguiti spezzati. Если после исполнения шагов одной развновидности остаётся время, то часть может быть заполнена meza riverenza.
- Уменьшенная (англ. diminished) продолжается меньше по времени; хореография такой Mostra является упрощённой и представлена шагами puntate и trabucchetti.
- Нерегулярная (англ. irregular) встречается реже и может сосуществовать с другими видами Mostra в одном танце. Характеризуется неожиданным и неповторяющимся подбором шагов и позиций[2].

### Ritornello
Ritornello, будучи рефреном, в наименьшей степени подвержен изменениям на протяжении каскарды. При этом различные Ritornello допускают различные наборы вариаций по следующим признакам: состоит ли эта часть из одного или из двух проведений, возвращается ли танцор на исходное место и сводятся ли исполняемые шаги к движению вперёд или назад. Классическая формула подразумевает одно проведение, возвращение танцора на исходное место и движение назад, а также использование определённых шагов: верениц ломаных (seguiti spezzati) (два раза) и верениц полудвойных (seguito semidoppio) (один раз).
Если указанная формула изменяется от движения к движению, то классические шаги могут быть изменены: ломаные вереницы — на большие шаги, ложные вереницы, сапфические, низкие или прерывные шаги, (passi grave, seguiti finti, saffice, tranghi, puntate); полудвойные вереницы — на seguito ordinario, corinto, cadenza, passi presti. Здесь, как и в Mostra, едва ли можно найти закономерности, хотя распределение различных форм Ritornello в каскарде может следовать одному паттерну:
| Тип Ritornello / движение       | 1-е                                             | 2-е                                             | 3-е                                             | 4-е                                             | 5-е                                             | на примере            |
| ------------------------------- | ----------------------------------------------- | ----------------------------------------------- | ----------------------------------------------- | ----------------------------------------------- | ----------------------------------------------- | --------------------- |
| Регулярное (AAAAA)              | два проведения, с возвращением, движение вперёд | два проведения, с возвращением, движение вперёд | два проведения, с возвращением, движение вперёд | два проведения, с возвращением, движение вперёд | два проведения, с возвращением, движение вперёд | Vita, E Quanto Haggio |
| Симметричное (ABBBA)            | одно проведение, с возвращением, движение назад | одно проведение (повторено дважды)              | одно проведение (повторено дважды)              | одно проведение (повторено дважды)              | одно проведение, с возвращением, движение назад | Gloria d'Amore        |
| Последовательное (ABBB)         | одно проведение, с возвращением, движение назад | нерегулярная форма Ritornello                   | нерегулярная форма Ritornello                   | нерегулярная форма Ritornello                   | —                                               | Laccio d'Amore        |
| Экстра-последовательное (ABCCC) | два проведения, с возвращением, движение вперёд | одно проведение (повторено дважды)              | два проведения, с возвращением, движение назад  | два проведения, с возвращением, движение назад  | два проведения, с возвращением, движение назад  | Gentilezza d'Amore    |

Впрочем, в некоторых каскардах Ritornello принимает неожиданные и неповторяющиеся — нерегулярные формы, в связи с чем эту часть сложно классифицировать. В каскарде Fedeltá вообще Ritornello редуцировано и слилось с Mostra.

## Вопрос об авторстве

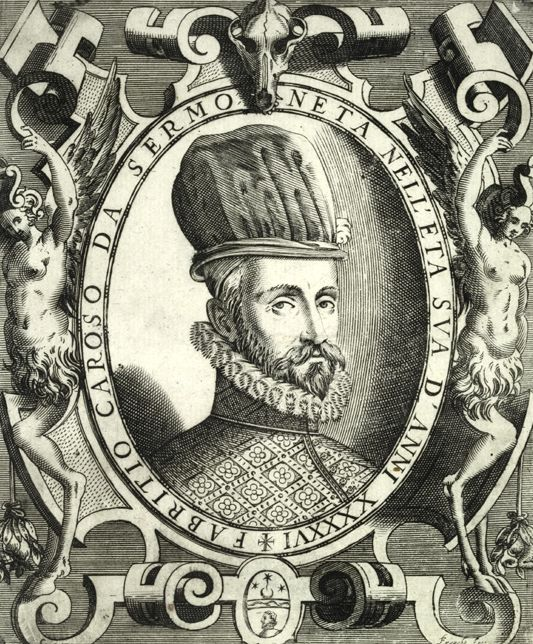
Портрет Фабрицио Карозо из сборника Nobilita di Dame (1600)

Описания подавляющего большинства известных сейчас каскард можно найти в трудах Карозо Il Ballarino (1581) и Nobilita di Dame (1600). При этом, танцы, озаглавленные как каскарда, составляют примерно четверть описанных в сборниках танцев. В Il Ballarino содержится описание 21 каскард из 81 танцев, а в Nobilita di Dame 11 из 51 танцев относятся к этой разновидности, причём часть сочинений из первой книги была лишь доработана и откорректирована Карозо во второй в соответствии с усовершенствованными эстетическими представлениями.
Лишь две описанные каскарды не принадлежат авторству Карозо. Это Allegrezza D’Amore из сборника Il Ballarino, помеченная как Cascarda di M. Oratio Martire, то есть каскарда, сочинённая М. Орацио Мартире. Другой пример, уже не имеющий отношения к книгам Карозо, — Leggiadra Pargoletta, названная в труде Ливио Лупи Libro di Gagliarda (1607), а также в лютневой табулатуре к этому танцу каскардой. Несмотря на наличие в танце ряда сходств с каскардой Alta Cardana (Nobilita di Dame, № 49) и даже балетто Le Bellezza d’Olympia (Il Ballarino, № 66), из-за двухдольного метра Leggiadra Pargoletta таковой не считается.
Отмечается, что несмотря на активное обращение Карозо к жанру каскарды, ни одна из них не была описана или упомянута в танцевальных трактатах современника Карозо, другого крупного хореографа Ренессанса Чезаре Негри, хотя этот автор и прибегал к описанию трёхдольных подвижных танцев, похожих на каскарду.

### Каскарды Карозо
| Il Ballarino, 1581 - Alta Regina - Fulgente Stella - Florido Giglio - Squilina - Bentivoglio - Bella Gioiosa - Fiamma D’Amore - Allegrezza D’Amore | - Chiara Stella - Gentilezza D’Amore - Alta Sergarda - Gloria D’Amore - Candida Luna - Gracca Amorosa - Giunto M’Ha Amore - Maraviglia D’Amore - La Castellana | - Laccio D’Amore - Leggiadra Ninfa - Fedelta - Contrapasso Nuovo - Vita, E Quanto Haggio Nobilita di Dame, 1600 - Alta Regina - Doria Colonna - Allegrezza D’Amore | - Specchio D’Amore - Ghirlanda D’Amore - Ninfa Leggiadra - Rara Belta - Amor Prudente - Donna Leggiadra - Fulgenti Rai - Alta Cardana |

## Происхождение и влияние танца
Не существует единого мнения о происхождении и классификации танца. Не исключено, что каскарда как жанр была создана Карозо, став отличительной особенностью его танцевальной школы и новинкой для своего времени. Вообще говоря, перед исследователями стоит вопрос о том, относить ли танцы, названные Карозо «каскардой» в отдельную категорию и трактовать её как обособленный жанр, или эти произведения стоит рассматривать как независимые друг от друга, индивидуальные по форме и содержанию. Аналогичные подозрения касаются, помимо каскарды, спаньолеты и сциольты (sciolta). Джулия Саттон называла «загадкой каскарды» тот факт, что Чезаре Негри даже не упомянул этот танец, несмотря на обширные заимствования из работ Карозо. Это вызывает сомнения в статусе каскарды как самостоятельного танца.

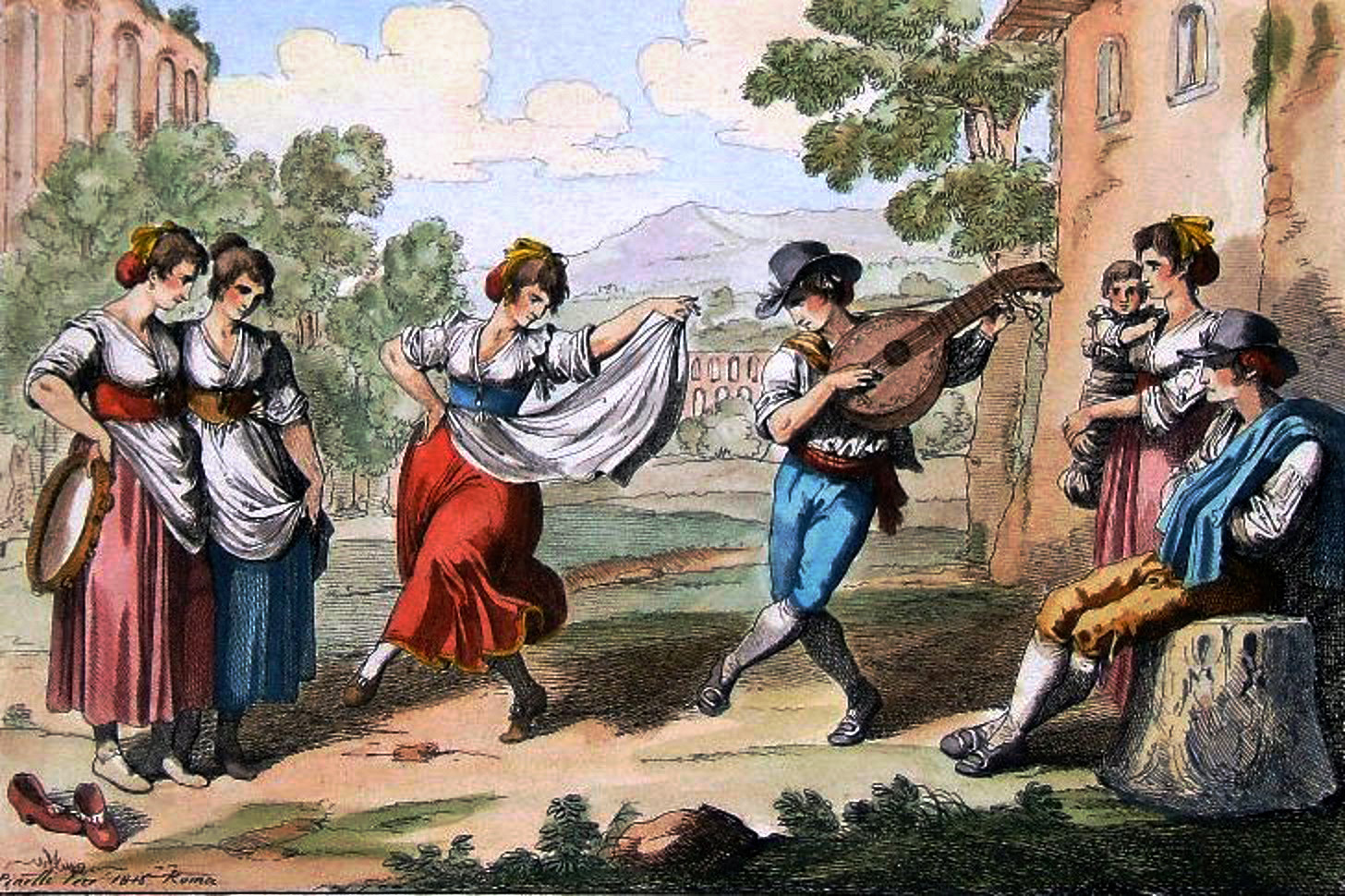
Исполнение сальтарелло, запечатлённое Бартоломео Пинелли (1835)

Впрочем, в некоторых каскардах явно узнаётся сходство с сальтарелло как в музыке, так и в хореографии (пример такого соответствия: каскарда Allegrezza d’Amore и сальтарелло Alta Vittoria). В соответствии с одной из теорий, каскарда — введённый Карозо термин для обозначения отдельного типа сальтарелло — sciolte in saltarello, то есть «свободного, ловкого сальтарелло». Отличительными особенностями каскарды в большинстве случаев является большее, нежели в сальтарелло, число танцевальных вариаций, наличие дополнительных прохождений музыки и, как следствие, большая общая продолжительность танца.
По мнению других исследователей, каскарда развилась из гальярды, а возможно, является и просто разновидностью этого танца. Каскарды, написанные в размере 6/8, составляют собой большинство и, как правило, походят на упомянутые сальтарелло и гальярду, в то время как каскарды в размере 12/8, являющиеся скорее исключением, напоминают павану и вышедшую на тот момент из моды пиву.
Вместе с тем, отмечается влияние, оказанное каскардой на другие танцы своей эпохи. Чаще всего подчёркивают черты сходства каскарды и спаньолетты. Оба танца можно найти в трактатах Фабрицио Карозо. В частности, некоторые исследователи характеризуют спаньолетту как разновидность каскарды. Так, отмечается, что обе спаньолетты в Nobilita di Dame отличаются от каскарды или сальтарелло лишь характерной, хорошо узнаваемой мелодией.